# Blackwater, Arizona
Blackwater, selo Pima Indijanaca u okrugu Pinal u Arizoni, Danas na indijanskom rezervatu Gila River.
Danas je naseljeno područje za statističke svrhe u američkoj saveznoj državi Arizona smješteno na indijanskom rezervatu Gila River. Prema popisu stanovništva iz 2010. u njemu je živjelo 1,062 stanovnika.